# ميمي سميث
ميمي سميث (بالإنجليزية: Mimi Smith)‏ هي نحّاتة أمريكية، ولدت في 13 مايو 1942.